# John Frawley
Pour les articles homonymes, voir Frawley.
John Frawley, né le 4 juillet 1965 à Redcliffe, est un ancien joueur de tennis professionnel australien.
Il est le frère cadet de Rod Frawley, également joueur de tennis professionnel.

## Carrière
En junior, il a gagné deux tournois du Grand Chelem en double aux côtés de son compatriote Pat Cash, lors des éditions 1982 de l'Open d'Australie et de Roland-Garros. En 1983, il atteint la finale junior à Wimbledon qu'il perd contre Stefan Edberg.
En sénior, il n'a jamais atteint de finale sur le circuit principal, que ce soit en simple ou en double. Il a néanmoins atteint plusieurs fois les huitièmes de finale en Grand Chelem (Open d'Australie 1984 et 1988, US Open 1988) et il a occupé la 35e place mondiale en simple en 1988.